# Grande Prêmio da Alemanha de 2012 (MotoGP)
O Grande Prêmio da MotoGP da Alemanha de 2012 ocorreu em 08 de julho.

## Resultados

### Classificação MotoGP
| Pos | Piloto           | Equipe                    | Moto   | Tempo     | Pontos |
| --- | ---------------- | ------------------------- | ------ | --------- | ------ |
| 1   | Dani Pedrosa     | Repsol Honda Team         | Honda  | 41'28.396 | 25     |
| 2   | Jorge Lorenzo    | Yamaha Factory Racing     | Yamaha | +14.996   | 20     |
| 3   | Andrea Dovizioso | Monster Yamaha Tech 3     | Yamaha | +20.669   | 16     |
| 4   | Ben Spies        | Yamaha Factory Racing     | Yamaha | +20.740   | 13     |
| 5   | Stefan Bradl     | LCR Honda MotoGP          | Honda  | +27.893   | 11     |
| 6   | Valentino Rossi  | Ducati Team               | Ducati | +28.050   | 10     |
| 7   | Alvaro Bautista  | San Carlo Honda Gresini   | Honda  | +28.246   | 9      |
| 8   | Cal Crutchlow    | Monster Yamaha Tech 3     | Yamaha | +28.447   | 8      |
| 9   | Hector Barbera   | Pramac Racing Team        | Ducati | +29.053   | 7      |
| 10  | Nicky Hayden     | Ducati Team               | Ducati | +29.226   | 6      |
| 11  | Randy De Puniet  | Power Electronics Aspar   | ART    | +53.176   | 5      |
| 12  | Colin Edwards    | NGM Mobile Forward Racing | Suter  | +58.204   | 4      |
| 13  | Aleix Espargaro  | Power Electronics Aspar   | ART    | +1'04.654 | 3      |
| 14  | Yonny Hernandez  | Avintia Blusens           | BQR    | +1'13.543 | 2      |
| 15  | james Ellison    | Paul Bird Motorsport      | ART    | +1'30.318 | 1      |
| 16  | Franco Battaini  | Cardion AB Motoracing     | Ducati | 1 volta   | 0      |
| 17  | Danilo Petrucci  | Came IodaRacing Project   | Ioda   | 1 volta   | 0      |
| 18  | Ivan Silva       | Avintia Blusens           | BQR    | 1 volta   | 0      |

### Classificação Moto2
| Pos | Piloto              | Equipe                      | Moto        | Tempo     | Pontos |
| --- | ------------------- | --------------------------- | ----------- | --------- | ------ |
| 1   | Marc Marquez        | Team Catalunya Caixa Repsol | Suter       | 41'32.467 | 25     |
| 2   | Mika Kallio         | Marc VDS Racing Team        | Kalex       | +2.093    | 20     |
| 3   | Alex De Angelis     | NGM Mobile Forward Racing   | FTR         | +2.567    | 16     |
| 4   | Pol Espargaro       | Pons 40 HP Tuenti           | Kalex       | +5.990    | 13     |
| 5   | Thomas Luthi        | Interwetten-Paddock         | Suter       | +6.139    | 11     |
| 6   | Simone Corsi        | Came IodaRacing Project     | FTR         | +11.051   | 10     |
| 7   | Bradley Smith       | Tech 3 Racing               | Tech 3      | +11.409   | 9      |
| 8   | Xavier Simeon       | Tech 3 Racing               | Tech 3      | +14.808   | 8      |
| 9   | Claudio Corti       | Italtrans Racing Team       | Kalex       | +20.769   | 7      |
| 10  | Dominique Aegerter  | Technomag-CIP               | Suter       | +25.141   | 6      |
| 11  | Johann Zarco        | JIR Moto2                   | Motobi      | +27.467   | 5      |
| 12  | Esteve Rabat        | Pons 40 HP Tuenti           | Kalex       | +27.475   | 4      |
| 13  | Ricard Cardus       | Arguiñano Racing Team       | AJR         | +28.590   | 3      |
| 14  | Nicolas Terol       | Mapfre Aspar Team Moto2     | Suter       | +28.713   | 2      |
| 15  | Julian Simon        | Blusens Avintia             | Suter       | +32.787   | 1      |
| 16  | Andrea Iannone      | Speed Master                | Speed Up    | +35.376   | 0      |
| 17  | Gino Rea            | Federal Oil Gresini Moto2   | Suter       | +37.591   | 0      |
| 18  | Max Neukirchner     | Kiefer Racing               | Kalex       | +45.667   | 0      |
| 19  | Takaaki Nakagami    | Italtrans Racing Team       | Kalex       | +47.436   | 0      |
| 20  | Roberto Rolfo       | Technomag-CIP               | Suter       | +49.341   | 0      |
| 21  | Damian Cudlin       | Desguaces La Torre SAG      | Bimota      | +50.704   | 0      |
| 22  | Marco Colandrea     | SAG Team                    | FTR         | +1'12.766 | 0      |
| 23  | Kevin Wahr          | Kiefer Racing               | IAMT        | +1'14.334 | 0      |
| 24  | Randy Krummenacher  | GP Team Switzerland         | Kalex       | 1 volta   | 0      |
| 25  | Markus Reiterberger | Cresto Guide MZ Racing      | MZ-RE Honda | 1 volta   | 0      |
| 26  | Eric Granado        | JIR Moto2                   | Motobi      | 1 volta   | 0      |

### Classificação Moto3
| Pos | Piloto              | Equipe                    | Moto        | Tempo     | Pontos |
| --- | ------------------- | ------------------------- | ----------- | --------- | ------ |
| 1   | Sandro Cortese      | Red Bull KTM Ajo          | KTM         | 45'36.868 | 25     |
| 2   | Alexis Masbou       | Caretta Technology        | Honda       | +0.635    | 20     |
| 3   | Luis Salom          | RW Racing GP              | Kalex KTM   | +3.998    | 16     |
| 4   | Jack Miller         | Caretta Technology        | Honda       | +4.051    | 13     |
| 5   | Efren Vazquez       | JHK Laglisse              | FTR Honda   | +12.119   | 11     |
| 6   | Zulfahmi Khairuddin | AirAsia-Sic-Ajo           | KTM         | +25.174   | 10     |
| 7   | Hector Faubel       | Mapfre Aspar Team Moto3   | Kalex KTM   | +25.499   | 9      |
| 8   | Luca Gruenwald      | Freudenberg Racing Team   | Honda       | +26.087   | 8      |
| 9   | Arthur Sissis       | Red Bull KTM Ajo          | KTM         | +29.675   | 7      |
| 10  | Jakub Kornfeil      | Redox-Ongetta-Centro Seta | FTR Honda   | +29.891   | 6      |
| 11  | Toni Finsterbusch   | Cresto Guide MZ Racing    | Honda       | +33.178   | 5      |
| 12  | Niccolò Antonelli   | San Carlo Gresini Moto3   | FTR Honda   | +42.858   | 4      |
| 13  | Alan Techer         | Technomag-CIP-TSR         | TSR Honda   | +1'02.653 | 3      |
| 14  | Niklas Ajo          | TT Motion Events Racing   | KTM         | +1'10.253 | 2      |
| 15  | Simone Grotzkyj     | Ambrogio Next Racing      | Suter Honda | +1'10.447 | 1      |
| 16  | Alessandro Tonucci  | Team Italia FMI           | FTR Honda   | +1'10.640 | 0      |
| 17  | Maverick Viñales    | Blusens Avintia           | FTR Honda   | +1'11.122 | 0      |
| 18  | Danny Webb          | Mahindra Racing           | Mahindra    | +1'11.306 | 0      |
| 19  | Miguel Oliveira     | Estrella Galicia 0,0      | Suter Honda | +1'18.878 | 0      |
| 20  | Alex Rins           | Estrella Galicia 0,0      | Suter Honda | +1'18.957 | 0      |
| 21  | Isaac Viñales       | Ongetta-Centro Seta       | FTR Honda   | 1 volta   | 0      |
| 22  | Luigi Morciano      | Ioda Team Italia          | Ioda        | 1 volta   | 0      |
| 23  | Kenta Fujii         | Technomag-CIP-TSR         | TSR Honda   | 1 volta   | 0      |
| 24  | Romano Fenati       | Team Italia FMI           | FTR Honda   | 1 volta   | 0      |
| 25  | Ivan Moreno         | Andalucia JHK Laglisse    | FTR Honda   | 1 volta   | 0      |
| 26  | Kevin Hanus         | Thomas Sabo GP Team       | Honda       | 1 volta   | 0      |
| 27  | Giulian Pedone      | Ambrogio Next Racing      | Suter Honda | 3 voltas  | 0      |